# Maccabi Netanya
Maccabi Netanya este un club de fotbal israelian din Netanya. Înființată în 1934, Maccabi Netanya a câștigat primul său titlu în 1970, echipa a intrat în perioada cea mai de succes, acel titlu fiind urmat de4 titluri dintre care la unul a câștigat și eventul. A retrogradat în anii 1990 și 2000 dar de fiecare dată a revenit în prima ligă.